# Легка атлетика на літніх Олімпійських іграх 2008 — біг на 400 метрів (чоловіки)
Змагання з бігу на 400 метрів проводився на Пекінському національному стадіоні. Забіги проводилися 18 серпня з 9:00 за пекінським часом, півфінали пройшли 19 серпня з 21:45, фінал відбувся 21 серпня о 21:20.

## Медалісти
| Золото              | Срібло             | Бронза             |
| Лашон Меррітт (USA) | Девід Невілл (USA) | Девід Невілл (USA) |

## Кваліфікаційний раунд
Перші три спортсмени з кожного забігу незалежно від показаного часу автоматично потрапляли до наступного раунду змагань. Також у наступний раунд потрапляють ще 3 учасники, які показали найкращий час серед всіх інших спортсменів.

### 1 забіг
|
| Місце | Спортсмен              | Результат | Примітки |
| ----- | ---------------------- | --------- | -------- |
| 1.    | Леслі Джон             | 45,12     | Q        |
| 2.    | Девід Невілл           | 45,22     | Q        |
| 3.    | Вільям Кольясо         | 45,37     | Q        |
| 4.    | Кевін Борло            | 45,43     | q        |
| 5.    | Денис Алексєєв         | 45,52     |          |
| 6.    | Еонг Талкморе Нюонгані | 45,89     |          |
| 7.    | Ерік Мілазар           | 46,06     |          |
| 8.    | Гакологеванг Машето    | 46,29     |          |

### 2 забіг
| Місце | Спортсмен         | Результат | Примітки |
| ----- | ----------------- | --------- | -------- |
| 1.    | Кріс Браун        | 44,79     | Q        |
| 2.    | Джоел Мілбурн     | 44,80     | Q        |
| 3.    | Юхан Віссман      | 44,81     | Q        |
| 4.    | Гарі Кікайя       | 44,89     | q        |
| 5.    | Санджей Айре      | 45,66     |          |
| 6.    | Арісменді Пегуеро | 46,28     |          |
| 7.    | Івано Буччі       | 48,54     |          |
| 8.    | Лю Сяошен         | 53,11     |          |

### 3 забіг
| Місце | Спортсмен              | Результат | Примітки |
| ----- | ---------------------- | --------- | -------- |
| 1.    | Нері Бренес            | 45,36     | Q        |
| 2.    | Джеімс Годдіо          | 45,49     | Q        |
| 3.    | Андретті Баїн          | 45,96     | Q        |
| 4.    | Ніко Веракуто          | 46,32     |          |
| 5.    | Фернандо де Альмейда   | 46,60     |          |
| 6.    | Левіс Банда            | 46,76     |          |
| 7.    | Вінсент Мумо Ківу      | 46,79     |          |
| 8.    | Нагмелдін Алі Абубакра | 47,12     |          |

### 4 забіг
| Місце | Спортсмен        | Результат | Примітки |
| ----- | ---------------- | --------- | -------- |
| 1.    | Мартін Руні      | 45,00     | Q        |
| 2.    | Шон Рої          | 45,17     | Q        |
| 3.    | Рікардо Чемберс  | 45,22     | Q        |
| 4.    | Ерісон Гертолт   | 46,10     |          |
| 5.    | Андрес Сілва     | 46,34     |          |
| 6.    | Рудолф Ґотз      | 46,38     |          |
| 7.    | Юзо Канемару     | 46,39     |          |
| 8.    | Каліфорнія Моліф | DNS       |          |

### 5 забіг
| Місце | Спортсмен           | Результат | Примітки |
| ----- | ------------------- | --------- | -------- |
| 1.    | Лашон Меррітт       | 44,96     | Q        |
| 2.    | Сол Вейґопва        | 45,19     | Q        |
| 3.    | Клаудіо Лічіарделло | 45,25     | Q        |
| 4.    | Джонатан Бортлі     | 45,25     | q        |
| 5.    | Ато Стефанс         | 45,63     |          |
| 6.    | Оллін Франсікве     | 46,15     |          |
| 7.    | Ґейнер Москвера     | 46,59     |          |
| 8.    | Сіра Вільямс        | 47,89     |          |

### 6 забіг
| Місце | Спортсмен         | Результат | Примітки |
| ----- | ----------------- | --------- | -------- |
| 1.    | Ендрю Стіл        | 44,94     | Q        |
| 2.    | Ренні Квоу        | 45,13     | Q        |
| 3.    | Майкл Метью       | 45,17     | Q        |
| 4.    | Майкл Блеквуд     | 45,56     |          |
| 5.    | Тайлер Кристофер  | 45,67     |          |
| 6.    | Хуель Філліп      | 46,30     |          |
| 7.    | Фелікс Мартінез   | 46,46     |          |
| 8.    | Даніель Дабровскі | 47,83     |          |

### 7 забіг
| Місце | Спортсмен             | Результат | Примітки |
| ----- | --------------------- | --------- | -------- |
| 1.    | Джеремі Варінер       | 45,23     | Q        |
| 2.    | Табарі Генрі          | 45,36     | Q        |
| 3.    | Седерік ван Брантегем | 45,54     | Q        |
| 4.    | Давід Ґіллік          | 45,83     |          |
| 5.    | Максим Дилдін         | 46,03     |          |
| 6.    | Михайло Книш          | 46,28     |          |
| 7.    | Метью Ґнанліґо        | 47,10     |          |
| 8.    | Даніель Дабровскі     | 49.08     |          |

## Півфінал
У півфінал пройшли спортсмени які пройшли кваліфікацію. Перші два спортсмени з кожного забігу незалежно від показаного часу автоматично потрапляють до наступного раунду змагань. Також в наступний раунд потрапляють ще 2 учасники, які показали найкращий час серед всіх інших спортсменів

### 1 забіг
| Місце | Спортсмен           | Результат | Примітки |
| ----- | ------------------- | --------- | -------- |
| 1.    | Джеремі Варінер     | 44,15     | Q        |
| 2.    | Кріс Браун          | 44,59     | Q        |
| 3.    | Кевін Борлі         | 44,88     |          |
| 4.    | Нері Бренс          | 44,94     |          |
| 5.    | Сол Вейґопва        | 45,02     |          |
| 6.    | Вільям Коллазо      | 45,06     |          |
| 7.    | Табарі Генрі        | 45,19     |          |
| 8.    | Клаудіо Лічіарделло | 45,64     |          |

### 2 забіг
| Місце | Спортсмен       | Результат | Примітки |
| ----- | --------------- | --------- | -------- |
| 1.    | Леслі Джон      | 44,79     | Q        |
| 2.    | Девід Невілл    | 44,91     | Q        |
| 3.    | Джоел Мілберн   | 45,09     |          |
| 4.    | Рікардо Чемберс | 45,09     |          |
| 5.    | Джонатан Бортлі | 45,11     |          |
| 6.    | Джеймс Ґоддей   | 45,24     |          |
| 7.    | Ендретті Бейн   | 45,52     |          |
| 8.    | Ендрю Стіл      | 45,59     |          |

### 3 забіг
| Місце | Спортсмен             | Результат | Примітки |
| ----- | --------------------- | --------- | -------- |
| 1.    | Лашон Меррітт         | 44,12     | Q        |
| 2.    | Мартін Руні           | 44,60     | Q        |
| 3.    | Йоган Віссман         | 44,64     | q        |
| 4.    | Ренні Квоу            | 44,82     | q        |
| 5.    | Ґарі Кікая            | 44,94     |          |
| 6.    | Майкл Метью           | 45,56     |          |
| 7.    | Шон Рої               | 45,56     |          |
| 8.    | Седерік ван Брантегем | 45,81     |          |

## Фінал

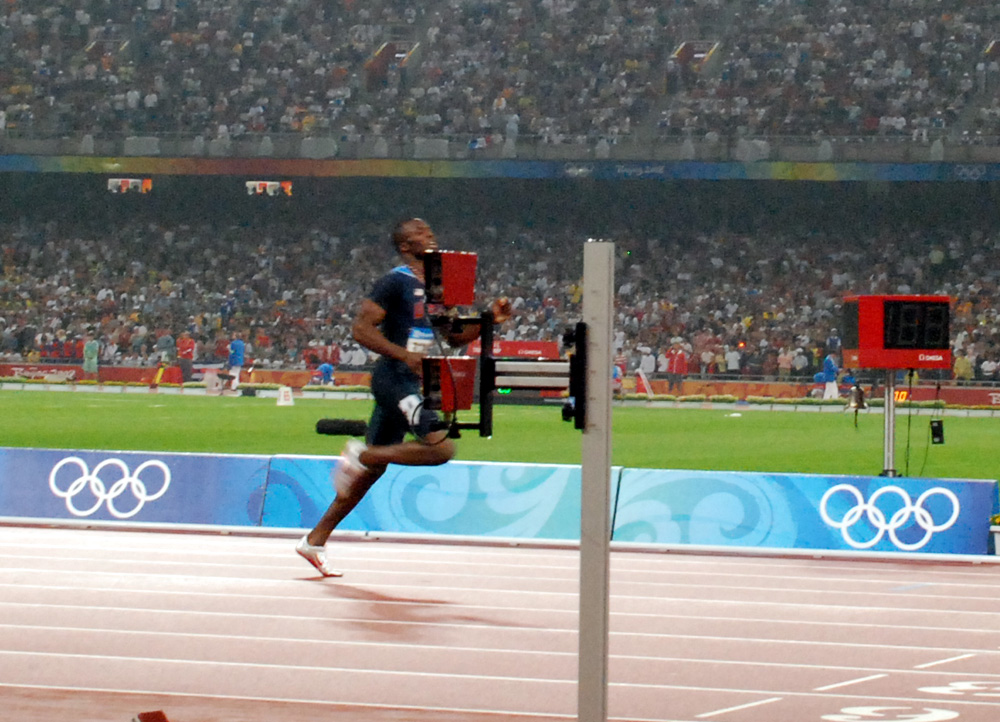
Лашон Меррітт на фініші у фіналі

| Місце | Спортсмен       | Результат | Примітки |
| ----- | --------------- | --------- | -------- |
| 1.    | Лашон Меррітт   | 43,75     | PB       |
| 2.    | Джеремі Ворінер | 44,79     |          |
| 3.    | Девід Невілл    | 44,80     |          |
| 4.    | Кріс Браун      | 44,84     |          |
| 5.    | Леслі Джон      | 45,11     |          |
| 6.    | Мартін Руні     | 45,12     |          |
| 7.    | Ренні Квоу      | 45,22     |          |
| 8.    | Йоган Віссман   | 45,39     |          |